# Liste indischer Komponisten europäischer klassischer Musik
Diese Liste enthält bekannte indische Komponisten der europäischen klassischen und neuen Musik.
- Sandeep Bhagwati (* 1963 in Mumbai)
- Clarence Barlow (* 1945 in Kalkutta, † 2023)
- Sandeep Das (* 1970 in Patna)
- Priti Paintal (* 1960 in Delhi)
- Ravi Shankar (* 1920 in Varanasi, † 2012 in San Diego)
- Shalil Shankar (* 1947 in Shillong)
- Naresh Sohal (* 1939 in Punjab)
- Param Vir (* 1952 in Delhi)